# Liste der Monuments historiques in Courcoury
Die Liste der Monuments historiques in Courcoury führt die Monuments historiques in der französischen Gemeinde Courcoury auf.

## Liste der Bauwerke
| Bezeichnung      | Beschreibung              | Standort | Kennzeichnung | Schutzstatus | Datum | Bild           |
| ---------------- | ------------------------- | -------- | ------------- | ------------ | ----- | -------------- |
| Kirche St-Martin | Erbaut im 12. Jahrhundert | (Lage)   | PA17000058    | Inscrit      | 2003  | weitere Bilder |

## Liste der Objekte
| Bezeichnung | Beschreibung           | Standort                       | Kennzeichnung | Schutzstatus | Datum | Bild |
| ----------- | ---------------------- | ------------------------------ | ------------- | ------------ | ----- | ---- |
| Taufbecken  | Stein, 17. Jahrhundert | in der Kirche St-Martin (Lage) | PM17000092    | Classé       | 1911  |      |